# Роща (Смоленская область)
Роща — деревня в Угранском районе Смоленской области России. Входит в состав Всходского сельского поселения. 
Население — 3 жителя (2007 год). 
Расположена в юго-восточной части области в 9 км к юго-западу от Угры, в 0,1 км восточнее автодороги Знаменка-Спас-Деменск, на берегу реки Маковка. В 8 км восточнее от деревни находится железнодорожная станция Вертехово на линии Торжок-Брянск. 

## История
В годы Великой Отечественной войны деревня была оккупирована гитлеровскими войсками в октябре 1941 года, освобождена в марте 1943 года.